# Itziar Agirre Berriotxoa
Miren Itziar Agirre Berriotxoa (Urretxu, 1975), treballa a la hisenda del Govern Basc des del 2013; primer com a directora de l'Administració Tributària, i després, a partir del 2017, com a viceministra d'Hisenda. Va substituir Jokin Perona com a diputada d'Hisenda i Finances de Guipúscoa el 2024.
Llicenciada en Dret per la Universitat de Deusto, va treballar en una empresa privada abans d'incorporar-se al Govern Basc, on va ocupar càrrecs administratius a Manufacturas Oria del 1999 al 2003, i va ser consultora jurídic a Elkarlan fins al 2013. A més, va ser regidora del Partit Nacionalista Basc a l'Ajuntament d'Urretxu des del 2003, i membre de les Juntes Generals de Guipúscoa durant la legislatura 2007-2013.